# سیارک ۸۱۳
سیارک ۸۱۳ (به انگلیسی: 813 Baumeia، نامگذاری:1915YR) هشتصد و سیزدهمین سیارک کشف شده‌است که در ۲۸ نوامبر ۱۹۱۵ و در هایدلبرگ کشف شد.
قدر مطلق سیارک برابر ۱۱٫۷۰ است.